# نبرد موصل (۲۰۱۶–۲۰۱۷)

موقعیت جنگی در شهر موصل

نبرد موصل یا آزادسازی موصل عملیاتی مشترک از سوی نیروهای دولت عراق با نیروهای حشد الشعبی و  شبه‌نظامیان متحد کردستان عراق و نیروهای بین‌المللی بود که برای بازپس‌گیری موصل از سیطره داعش، که شهر را در ژوئن ۲۰۱۴ تسخیر کرده بودند، انجام شد. دو بار پیش در سال‌های ۲۰۱۵ و ۲۰۱۶ اقدام به مداخله نظامی علیه داعش برای بازپس‌گیری موصل شده‌بود.  موصل مرکز استان نینوا و دومین شهر بزرگ عراق است. این عملیات با نام «نینوا، ما می‌آییم» (به عربی: قادمون يا نينوى) در ۱۶ اکتبر ۲۰۱۶ در حالی آغاز شد که نیروهای متحد، مناطق تحت کنترل داعش را در استان نینوا محاصره کردند و سپس همراه با نیروهای پیشمرگ به حمله به داعش در سه جبهه خارج از موصل پرداختند. نیروهای عراقی از ۱۹ فوریه ۲۰۱۷ بازپس‌گیری موصل را آغاز کردند و بخش‌های زیادی از آن را آزاد کردند.  نخست وزیر عراق در ۹ ژوئیه ۲۰۱۷ به صورت رسمی آزادی موصل را اعلام کرد، با این وجود به گفته سازمان ملل متحد هنوز حدود ۳۰۰۰ غیرنظامی در موصل گرفتار داعش بودند.

## پیش‌زمینه

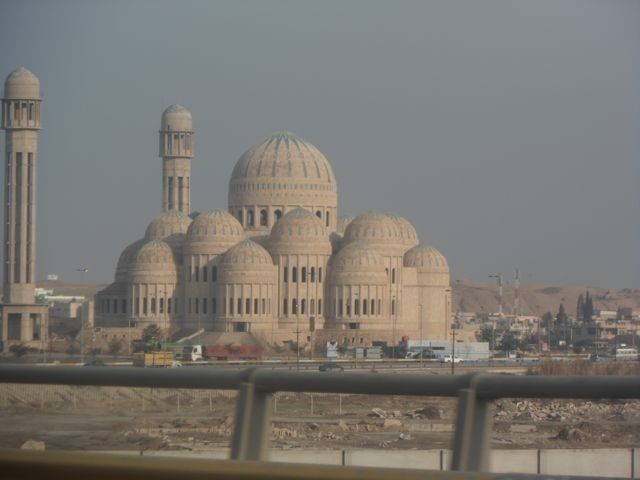
مسجد بزرگ موصل

در این عملیات، نیروهای عراق شامل ارتش، بسیج مردمی عراق، پیشمرگ، پلیس اتحادیه، نیروهای عشایری و محلی و یگان‌های نیروهای سازمان مبارزه با تروریسم حضور دارند. نفرات نیروهای گوناگون عراقی حاضر به شرکت در این عملیات حدود ۳۰ هزار نفر برآورد شده‌است.
تخمین زده شده بود که بین ۳۵۰۰ تا ۴۵۰۰ نفر از عناصر داعش و بیش از یک میلیون غیرنظامی در موصل حضور دارند.
مسعود بارزانی رئیس اقلیم کردستان عراق دربارهٔ اهمیت عملیات موصل گفت: «این نخستین بار است که خون کردها و عرب‌ها در مبارزه با داعش باهم درمی‌آمیزد.»

## گاه‌شمار عملیات

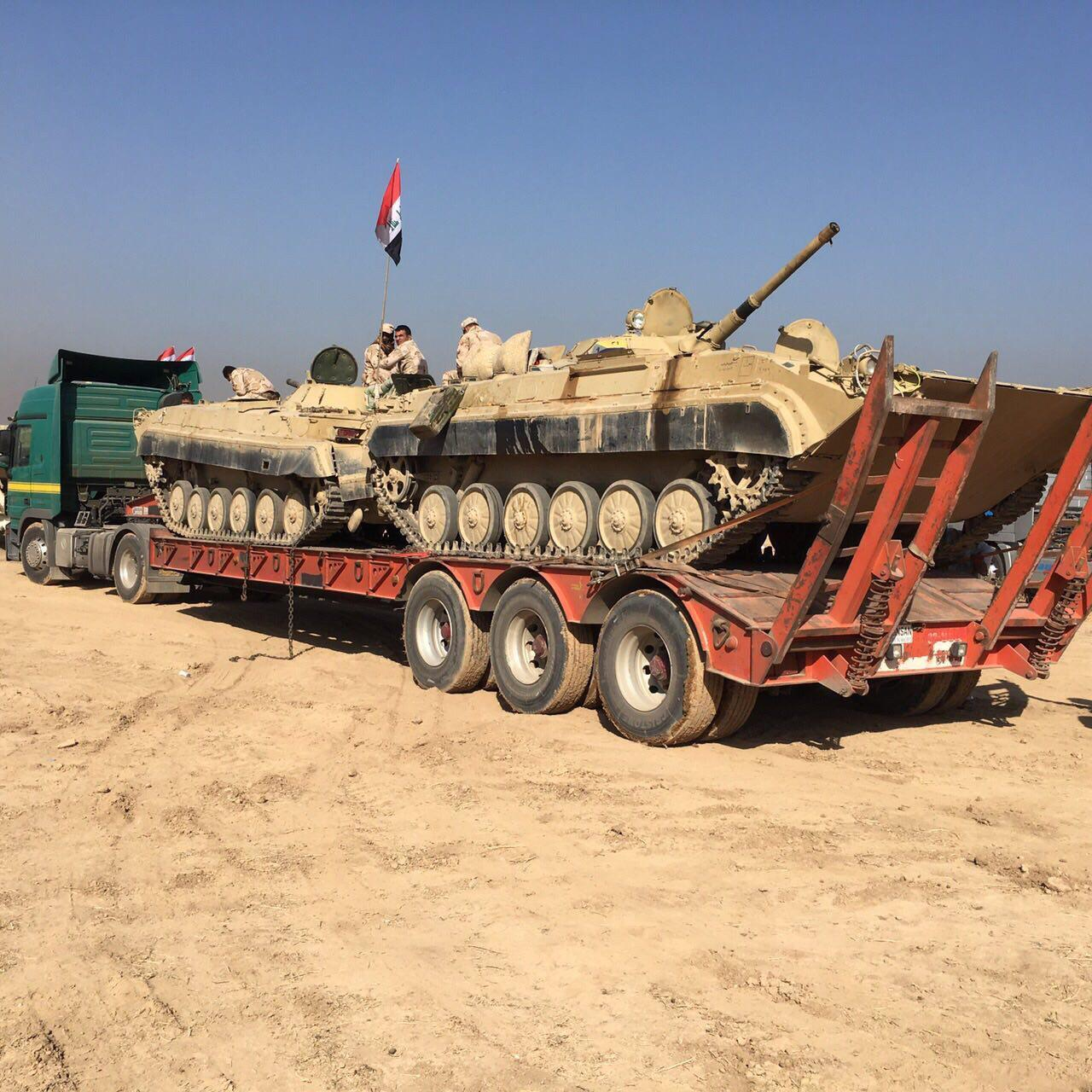
تجهیزات جنگی و حمل و نقل نیروهای امنیتی عراق از جمله نفربرهای بی‌ام‌پی۱ و … در تاریخ ۱۸ اکتبر سال ۲۰۱۶، نزدیک مخمور، عراق.

### ۲۰۱۶
- ۱۷ اکتبر ۲۰۱۶—در اولین ساعات عملیات، نیروهای مسلح عراق و دیگر یگان‌ها موفق شدند تا فاصله ۶ کیلومتری جنوب موصل پیشروی کنند و روستاهای (نایف، نجمه، العدل) و تپه تاریخی نمرود از اشغال داعش درآمدند، همچنین ارتباط تلفن‌های همراه که از مدت‌ها قبل توسط داعش قطع شده بود مجدداً در موصل برقرار شد.[۲۱]
- ۱۹ اکتبر—نیروهای مشترک ضمن تصرف روستاهای «بیجوانیه» و «سرت» در شمال منطقه «قیاره» و نیز منطقه جنوب غربی شهرستان «حمدانیه» حدود ۱۰۰ چاه نفت را در این مناطق از اشغال داعش خارج کنند. یگان‌های پلیس فدرال عراق هم از زمان آغاز عملیات تاکنون موفق شدند ۳۵۲ کیلومتر مربع را در جنوب موصل از وجود عناصر داعش و تله‌های انفجاری پاکسازی کنند.
- ۲۰ اکتبر—در ادامه پیشروی‌های هر روز به سمت موصل، نیروهای عراقی موفق شدند روستاهای (الزویه، شامی، خربه حدید و بیضاء) را محورهای جنوبی و جنوب غربی منطقه موصل به کنترل خود درآورند. نیروهای پیشمرگه نیز ۹ روستا را در محور «خازر» در شرق موصل به‌طور کامل از داعش پس گرفتند.[۲۲]
- ۲۲ اکتبر—نیروهای ارتش عراق وارد مرکز فرمانداری «حمدانیه» شدند و ساختمان‌های بیمارستان الحمدانیه و فرمانداری را از کنترل نیروهای داعش خارج و پرچم ملی عراق را بر فراز آن برافراشتند. این نیروها در حال پیشروی به طرف مناطق «تلکیف» و «الشوره» هستند.[۲۳]
- ۲۳ اکتبر—یگان‌های شرکت‌کننده در عملیات فتح موصل بیش از ۱۰۰ کیلومتر در محور جنوبی موصل پیشروی کرده و از محور شمال نیز وارد شهرک «تل کیف» در فاصله ۵ کیلومتری شهر موصل شدند.[۲۴][۲۵]
- ۲۸ اکتبر—نیروهای چندگانه ارتش عراق، بسیج مردمی، پیشمرگه و ائتلاف آمریکا در چند روز گذشته توانستند ضمن از بین بردن بسیاری از عناصر داعش در درگیری‌های گوناگون در شهرها و روستاها و مناطق منتهی به موصل، سه شهر «الحمدانیه»، «برطله» و «بعشیقه» را در شرق موصل از داعش پس بگیرند و در نزدیکی موصل برای آغاز مرحله سوم عملیات مستقر شوند. این نیروها از آغاز نبرد موصل تاکنون بیش از ۱۲۰۰ کیلومتر مربع را تحت کنترل خود درآورده و دو شهر «شوره» و «حمام‌العلیل» را نیز محاصره کردند.[۲۶]
- ۲۹ اکتبر -- حیدر عبادی بیان داشت که نبرد موصل ادامه دارد و «مطلقاً توقفی در عملیات اجرا نمی‌شود».[۲۷]
- ۳۰ اکتبر—در دومین هفته از آغاز عملیات موصل، نخستین نیروهای مسلح عراق وارد منطقه «الکرامه» و «زوایا» در جنوب شرق شهر موصل شدند. با ورود این نیروها به داخل شهر، عملیات موصل وارد مرحله حساس جنگ خیابانی و تن‌به‌تن شد. نیروهای بسیج مردمی عراق (الحشد الشعبی) نیز از محور جنوب غربی موصل برای تصرف شهر ترکمن‌نشین تلعفر در حال پیشروی هستند. با کنترل این شهر و مناطق اطراف آن ارتباط جنگجویان داعش به طرف مرز سوریه و ترکیه قطع و راه فرار آنان به خارج از منطقه بسته می‌شود.[۲۸][۲۹]
- ۱ نوامبر—نخست وزیر عراق در سفر به استان نینوا و بازدید از یگان‌های نظامی در مناطق جنگی اعلام کرد: «فقط شمار اندکی نیرو برای داعش در اطراف موصل مانده است و داعشی‌ها راهی جز تسلیم یا کشته شدن ندارند… من به همه شهروندان در نینوا و مشخصاً در موصل اعلام می‌کنم دلاوران سر داعش را قطع خواهند کرد و آنان را از همه طرف محاصره خواهند کرد و راه برون‌رفت و گریزگاهی ندارند… موصل آخرین منطقه‌ای است که آزاد خواهد شد. داعش در برخی مناطق در اطراف موصل افرادی دارد که مدت زمان زیادی دوام نخواهند آورد. ما به بسیاری از مناطق در داخل موصل نزدیک شده‌ایم و چیزی نمانده که به این شهر برسیم…»[۳۰]
- ۵ نوامبر—خبرگزاری رویترز به نقل از یکی از فرماندهان پلیس عراق اعلام کرد: نیروهای امنیتی عراق که به موازات رود دجله به طرف موصل پیشروی می‌کنند به «حمام العلیل» در ۲۰ کیلومتری جنوب موصل و آخرین شهر بزرگ پیش از موصل رسیدند و در حال پاکسازی کامل این شهر و مناطق اطراف آن هستند.[۳۱] حَمامَ العلیل شهرکی بود که در ۱۳ ژوئیه ۲۰۱۶ میان اهالی آن و داعشیان درگیری‌هایی رخ داد و اهالی آن «پرچم عراق را بر بام خانه‌هایش برافراشتند».[۳۲]
- ۷ نوامبر—نیروهای پیشمرگه توانستند با هماهنگی فرماندهی نیروهای مسلح عراق و پشتیبانی جنگنده‌های ائتلاف بین‌المللی به رهبری آمریکا، شهر «بعشیقه» در شرق موصل را مجدداً به تصرف خود درآورند. (این شهر در روزهای اولیه عملیات توسط شبه‌نظامیان کرد پیشمرگه آزاد شد ولی داعش توانسته بود با حمله کنترل دوباره شهر را بدست بگیرد)[۳۳]
- ۸ نوامبر—در ۴مین هفته از آغاز عملیات موصل منابع خبری و اطلاعاتی گوناگون از فرار ابوبکر بغدادی رهبر داعش از موصل خبر دادند. چند روز پیش هم، بوریس جانسون وزیر امور خارجه بریتانیا گفته بود: «سازمان اطلاعات ما به این نتیجه دست یافته که ابوبکر بغدادی موصل را ترک کرده است، اما همچنان برای دعوت از مردم برای شرکت در عملیات موصل به‌وسیله اینترنت تلاش می‌کند.»

یگان مبارزه با تروریسم ارتش عراق نیز با انتشار بیانیه‌ای اعلام کرد: «... نیروهای عراق پس از تسلط بر ناحیه حمام‌العلیل یک گور جمعی را در یک منطقه کشاورزی کشف کردند که در آن ۱۰۰ جسد بدون سر وجود داشت.»

### ۲۰۱۷
- ۹ ژوئیه ۲۰۱۷: نخست وزیر عراق به صورت رسمی آزادی موصل را اعلام کرد.[۱۵]

## حاشیه‌ها
- به نقل از روزنامه «الرأی الیوم» چاپ لندن، داعش افراد مجروح خود را به وسیلهٔ حفر تونل‌هایی که موتورسیکلت می‌تواند به راحتی عبور کند، از موصل به شهر رقه در سوریه منتقل می‌کند.[۳۵][منبع نامعتبر؟]
- شبکه خبری سومریه نیوز به نقل از یک منبع محلی اعلام کرد: «سیر شتابنده حوادث ظرف ۲۴ ساعت گذشته در ظهور شخصیت «شکارچی موصل» نقش داشته‌است. وی در چهار محله موصل اعلام موجودیت کرده‌است و مستقیم، گشتی‌های پیاده داعش را هدف قرار می‌دهد… ظهور شکارچی موصل، اسمی که اهالی روی او گذاشته‌اند، باعث دلگرمی مردم شده و امیدواری زیادی را در میان آن‌ها ایجاد کرده‌است. این اتفاق باعث تقویت روحیه مقاومت مردمی در برابر گروه تروریستی داعش شده‌است… گستردگی دامنهٔ تحرکات این شکارچی در چهار محله دور از هم این باور را به وجود آورده‌است که شکارچی موصل یک نفر نیست، بلکه یک گروه است…»[۳۶]
- گروه‌های مقاومت مردمی در داخل شهر موصل، تاکتیک جدیدی برای مبارزه با عناصر داعش را شروع کردند. این گروه‌ها که عمدتاً از جوانان تشکیل شده است برای ایجاد ترس و وحشت میان نفرات داعش، بر دیوار خانه‌های این افراد با رنگ قرمز حرف X را علامت گذاری می‌کنند تا نیروهای عراقی هنگام ورود به موصل متوجه شوند که در این خانه‌ها نیروهای داعشی زندگی می‌کنند. این تاکتیک بسیاری از این افراد را مجبور کرده تا خانواده‌های خود را از خانه‌هایی که نشان X دارد به اماکن دیگری منتقل کنند.[۳۷]

## برآوردها و خسارت‌ها
در ۲۴ اکتبر سال ۲۰۱۶ میلادی، ارتش عراق تلفات را ۷۷۰ کشته، ۲۳ اسیر و ۱۲۷ نفر کشته در اثر ماشین‌های بمب‌گذاری‌شده توسط دولت اسلامی برآورد کرد.. در ۲۷ اکتبر، ژنرال جوزف وتل، فرمانده نیروهای آمریکایی شرق میانه گفت که تلفات جهادگرایان دولت اسلامی بین ۸۰۰ تا ۹۰۰ کشته تخمین زده می‌شود. وی همچنین گفت که تلفات نیروهای نظامی عراق شامل ۵۷ کشته و ۲۵۵ زخمی، با وجود آن که پیش‌مرگه‌ها شامل سی کشته و هفتاد نفر از صد نفر زخمی بودند..